# Хорнбах

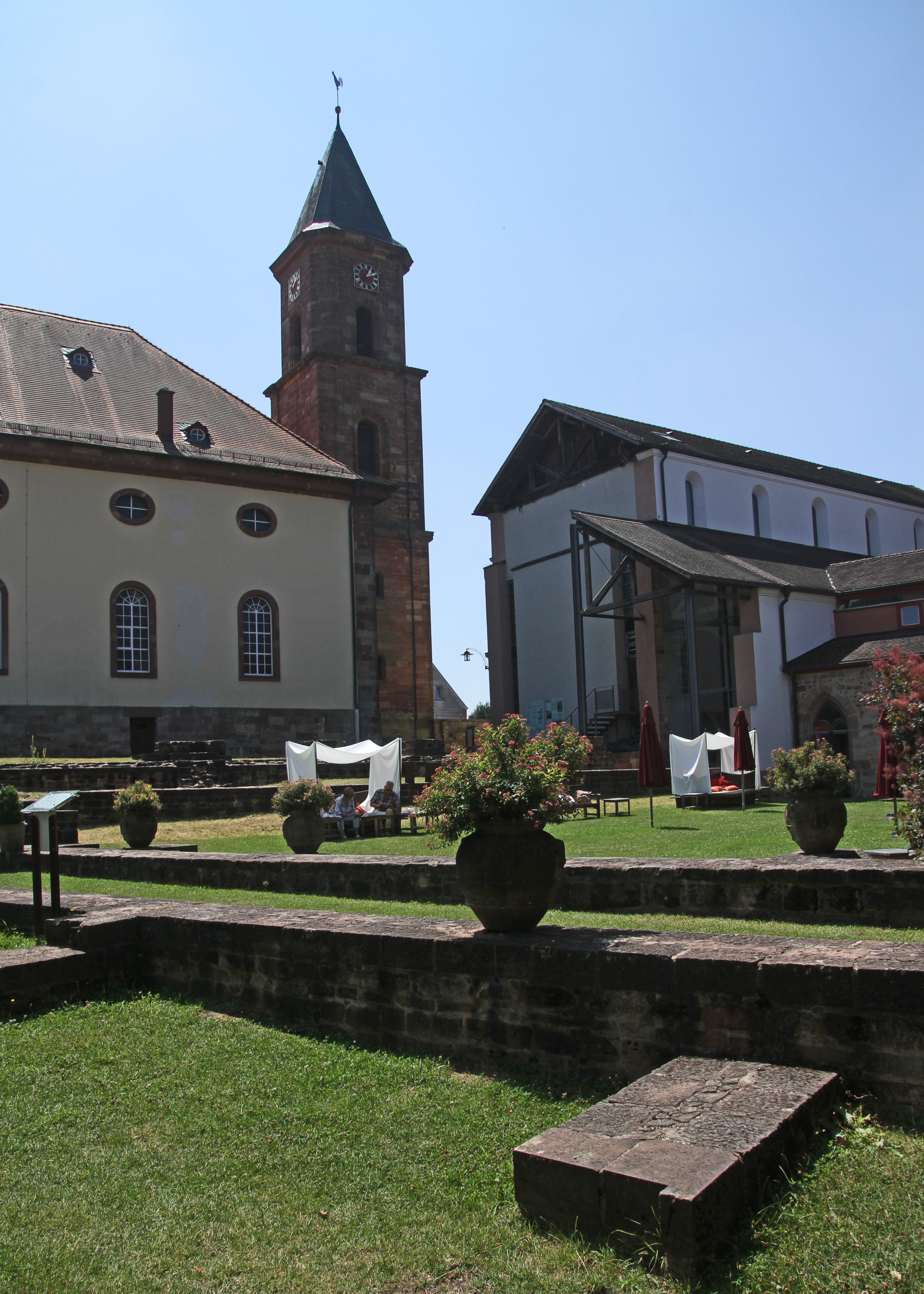
Hornbach

Хорнбах (нем. Hornbach) — город в Германии, в земле Рейнланд-Пфальц. 
Входит в состав района Юго-западный Пфальц. Подчиняется управлению Цвайбрюккен-Ланд.  Население составляет 1594 человека (на 31 декабря 2010 года). Занимает площадь 13,32 км². Официальный код  —  07 3 40 211.